# Chazot
Chazot település Franciaországban, Doubs megyében. Lakosainak száma 117 fő (2022. január 1.). Chazot Crosey-le-Grand, Orve, Randevillers, Sancey és Vellevans községekkel határos.

## Népesség
A település népességének változása:
| Lakosok száma | 160  | 146  | 141  | 129  | 121  | 117  | 120  | 120  | 118  | 117  |
|               | 1968 | 1982 | 1990 | 2006 | 2013 | 2015 | 2017 | 2019 | 2020 | 2022 |